# Leiophron schusteri
Leiophron schusteri är en stekelart som beskrevs av Loan 1990. Leiophron schusteri ingår i släktet Leiophron och familjen bracksteklar. Inga underarter finns listade i Catalogue of Life.